# Persone di nome Rudolph
| Questa pagina contiene informazioni ricavate automaticamente dalle voci biografiche con l'ausilio del template Bio e di un bot. L'aggiornamento è periodico e automatico e ricostruisce completamente la pagina. Se manca una persona in questa lista, sei pregato di non aggiungerla, ma accertati piuttosto che la sua voce biografica contenga il template Bio e che i dati anagrafici siano correttamente compilati. Se il template Bio manca, inseriscilo tu stesso o, in alternativa, metti l'avviso {{tmp\|Bio}} che ne segnala la mancanza. Se i dati riportati sono sbagliati, correggi direttamente la voce biografica; le modifiche saranno visibili in questa lista entro pochi giorni. Per chiarimenti vedi il progetto antroponimi. La lista contiene solo le 53 persone che sono citate nell'enciclopedia e per le quali è stato implementato correttamente il template Bio. Pagina aggiornata al 7 mar 2025. |

Questa è una lista di persone presenti nell'enciclopedia che hanno il nome Rudolph, suddivise per attività principale.

## Agenti segreti(1)
- Rudolf Roessler, agente segreto tedesco (Kaufbeuren, n. 1897 - Svizzera, † 1958)

## Astronomi(1)
- Rudolph Minkowski, astronomo tedesco (Strasburgo, n. 1895 - Berkeley, † 1976)

## Attori(4)
- Rudolph Cameron, attore statunitense (Washington, n. 1894 - Los Angeles, † 1958)
- Eddie Mekka, attore statunitense (Worcester, n. 1952 - Newhall, † 2021)
- Rudolph Schildkraut, attore austriaco (Istanbul, n. 1862 - Los Angeles, † 1930)
- Rudolph Walker, attore trinidadiano (San Juan, n. 1939)

## Botanici(1)
- Rudolph Scheffer, botanico olandese (Spaarndam, n. 1844 - Giava Occidentale, † 1880)

## Calciatori(4)
- Roudolphe Douala, ex calciatore camerunese (Douala, n. 1978)
- Rudy Gestede, ex calciatore francese (Essey-lès-Nancy, n. 1988)
- Mpho Kgaswane, calciatore botswano (Manyana, n. 1994)
- Rudolph Pearce, ex calciatore giamaicano (Kingston, n. 1945)

## Cantautori(1)
- Rudy Clark, cantautore statunitense (New York, n. 1935 - Florida, † 2020)

## Cestisti(7)
- Rudy Baric, cestista e allenatore di pallacanestro statunitense (Benwood, n. 1920 - Mannington, † 1993)
- Rudy Debnar, cestista statunitense (Charleroi, n. 1916 - Akron, † 1982)
- Rudy Hackett, ex cestista statunitense (Mount Vernon, n. 1953)
- Rudy LaRusso, cestista statunitense (Brooklyn, n. 1937 - Los Angeles, † 2004)
- Rudy Tomjanovich, ex cestista e allenatore di pallacanestro statunitense (Hamtramck, n. 1948)
- Rudy White, ex cestista statunitense (Silver City, n. 1953)
- Rudy Woods, cestista statunitense (Bryan, n. 1959 - † 2016)

## Chimici(2)
- Rudolph John Anderson, chimico svedese (Härna, n. 1879 - † 1961)
- Rudolph Marcus, chimico canadese (Montréal, n. 1923)

## Ciclisti su strada(1)
- Rudolph Lewis, ciclista su strada sudafricano (Pretoria, n. 1887 - Pretoria, † 1933)

## Compositori(2)
- Rudolph Ganz, compositore, pianista e direttore d'orchestra svizzero (Zurigo, n. 1877 - Chicago, † 1972)
- Rudolph Réti, compositore e pianista statunitense (n. 1885 - † 1957)

## Fisici(1)
- Rudolph Koenig, fisico tedesco (Königsberg, n. 1832 - Parigi, † 1901)

## Fumettisti(1)
- Rudolph Dirks, fumettista statunitense (Heide, n. 1877 - New York, † 1968)

## Generali(1)
- Rudolph Otto von Budritzki, generale tedesco (Berlino, n. 1812 - Berlino, † 1876)

## Giocatori di football americano(1)
- Rudy Bukich, giocatore di football americano statunitense (St. Louis, n. 1930 - San Diego, † 2016)

## Giuristi(1)
- Rudolph Sohm, giurista, storico e teologo tedesco (Rostock, n. 1841 - Leipzig, † 1917)

## Inventori(1)
- Rudolph Ackermann, inventore e editore tedesco (Schneeberg, n. 1764 - Finchley, † 1834)

## Lottatori(2)
- Rudolph Tesiny, lottatore statunitense (New York, n. 1881 - Staten Island, † 1926)
- Rudolph Wolken, lottatore statunitense (Breslavia, n. 1881 - Miami, † 1956)

## Matematici(1)
- Rudolph Otto Sigismund Lipschitz, matematico tedesco (Königsberg, n. 1832 - Bonn, † 1903)

## Medici(1)
- Rudolph Schindler, medico tedesco (Berlino, n. 1888 - Monaco di Baviera, † 1968)

## Militari(1)
- Rudolph Feilding, IX conte di Denbigh, ufficiale inglese (n. 1859 - † 1939)

## Nobili(2)
- Rudolph Joseph von Colloredo-Waldsee, nobile e politico austriaco (Praga, n. 1706 - Vienna, † 1788)
- Rudolph Feilding, VIII conte di Denbigh, nobile inglese (n. 1823 - † 1892)

## Pittori(1)
- Friedrich Wasmann, pittore tedesco (Amburgo, n. 1805 - Merano, † 1886)

## Politici(6)
- Rudolph Joseph von Colloredo-Mansfeld, politico e nobile austriaco (Vienna, n. 1772 - Vienna, † 1843)
- Rudolph Giuliani, politico, avvocato e imprenditore statunitense (New York, n. 1944)
- Rudy McCollum, politico e avvocato statunitense (Richmond, n. 1955)
- Rudy Perpich, politico statunitense (Hibbing, n. 1928 - Minnetonka, † 1995)
- Rudy Yakym, politico statunitense (Granger, n. 1984)
- Rudolph von Auerswald, politico tedesco (Marienwerder, n. 1795 - † 1866)

## Politologi(1)
- Rudolph Joseph Rummel, politologo statunitense (Cleveland, n. 1932 - Kaneohe, † 2014)

## Psicoanalisti(1)
- Rudolph Loewenstein, psicanalista polacco (Łódź, n. 1898 - New York, † 1976)

## Registi(1)
- Rudolph Maté, regista, direttore della fotografia e produttore cinematografico polacco (Cracovia, n. 1898 - Beverly Hills, † 1964)

## Rugbisti a 15(1)
- RG Snyman, rugbista a 15 sudafricano (Potchefstroom, n. 1995)

## Scenografi(1)
- Rudolph Sternad, scenografo statunitense (n. 1906 - † 1963)

## Sciatori alpini(1)
- Rudolph Matt, sciatore alpino austriaco (Sankt Anton am Arlberg, n. 1909 - † 1993)

## Scrittori(1)
- Rudolph De Cordova, scrittore, sceneggiatore e attore giamaicano (Kingston, n. 1860 - Londra, † 1941)

## Storici(1)
- Rudolph Binion, storico statunitense (New York, n. 1927 - Brookline, † 2011)

## Umanisti(1)
- Rudolph Göckel, umanista e filosofo tedesco (Korbach, n. 1547 - Marburgo, † 1628)